# Horní Jeníkovický rybník
Horní Jeníkovický rybník o rozloze vodní plochy 0,93 ha je situován pod obcí Jeníkovice na jejím západním okraji v okrese Pardubice pod terénní vlnou asi 50 m vpravo od železniční zastávky Jeníkovice. Rybník je využíván pro chov ryb a zároveň představuje lokální biocentrum pro rozmnožování obojživelníků.

## Galerie

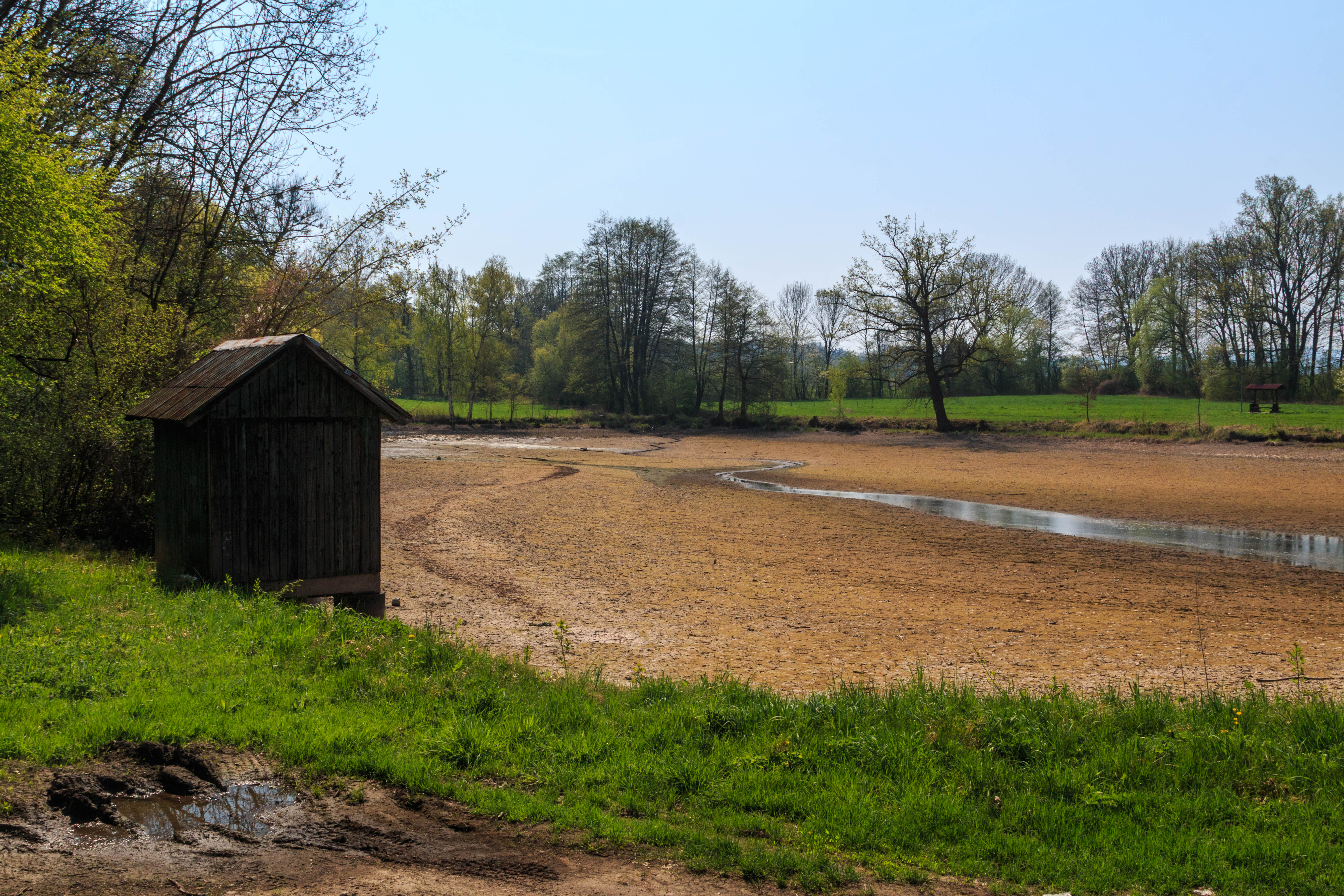
Pohled na Horní Jeníkovický rybník
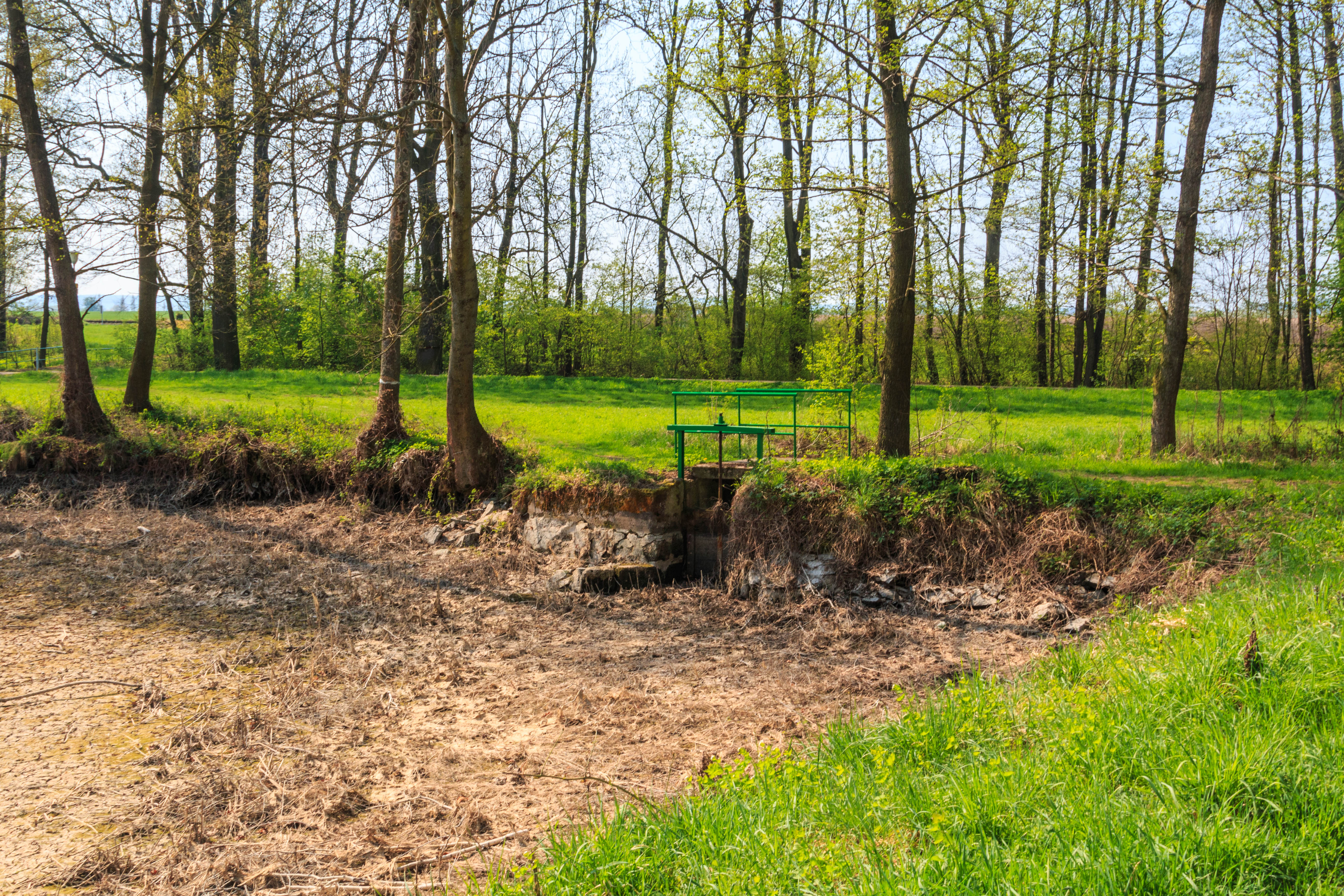
Pohled na Horní Jeníkovický rybník
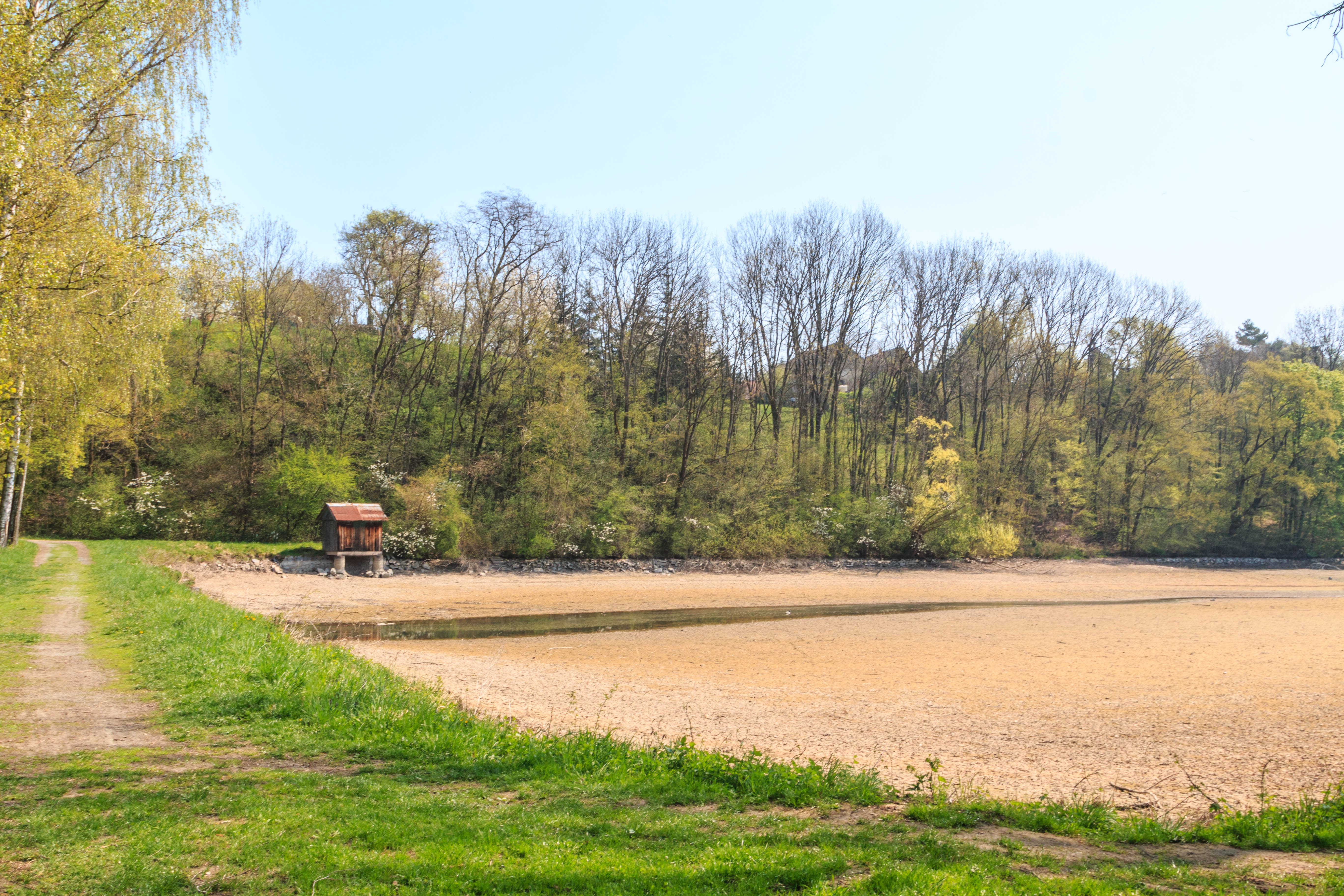
Pohled na Horní Jeníkovický rybník